# Самінін Андрій Миколайович
Андрій Миколайович Самінін (нар. 26 квітня 1974, Київ) — український актор театру, кіно та дубляжу. Заслужений артист України (2016). Офіційний український голос американського актора Тома Круза в Україні.

## Життєпис
Народився 26 квітня 1974 року у Києві.
У 1995 році закінчив Київський національний університет театру, кіно і телебачення імені Івана Карпенка-Карого (курс Миколи Рушковського). З 1997 по 2022 рік працював у Київському академічному театрі драми і комедії на лівому березі Дніпра. У 2009 році разом з актором та режисером Олександром Кобзарем написав інсценування та поставив виставу «Граємо Чонкіна» (рос. Играем Чонкина) — за романом Володимира Войновича «Життя і незвичайні пригоди солдата Івана Чонкіна».
З 2007 року регулярно бере участь у дублюванні іноземних фільмів для українського прокату. Голос Андрія можна почути в таких мультиплікаційних та художніх фільмах: «Шрек Третій», «Шрек назавжди», «Мадагаскар 2», «Мадагаскар 3», «Кіт у чоботях», «Гангстер», «Операція „Валькірія“», «Завжди кажи „Так“», «Грім у тропіках», «Безславні виродки», «Копи на підхваті», «Гаррі Поттер та смертельні реліквії», «Місія нездійсненна: протокол „Фантом“», «Вище неба», «Похмілля у Вегасі», «Джанґо вільний» та інших. В українських кінотеатрах голосом Андрія Самініна майже постійно говорить Джонні Депп («Джонні Д.», «Турист», «Джек і Джилл», «Похмурі тіні», «Мачо і ботан»).
З 2022 року є актором Національного академічного драматичного театру імені Івана Франка.

### Особисте життя
Одружений з Лесею Самаєвою (нар. 28 червня 1975) — акторкою Київського академічного театру драми і комедії на лівому березі Дніпра.

## Театральні ролі
Київський академічний театр драми і комедії на лівому березі Дніпра
- 1991 — «Я вам потрібен, панове!» за п'єсою «На кожного мудреця доволі глупоти» Олександра Островського; реж. Едуард Митницький — Курчаєв
- 1993 — «Каприз принцеси» С. Ципіна — Солдат
- 1998 — «Рогоносец» Фернана Кроммелінка; реж. Олексій Лісовець — Чоловік Флоранс
- 1998 — «Ідеальний чоловік» Оскара Вайлда; реж. Олександр Балабан — Віконт де Нанжак
- 1999 — «Что вы потеряли в чужих снах?» — Секретар Барона
- 1999 — «Довічний чоловік» Федора Достоєвського; реж. Олексій Лісовець — Лобов
- 1999 — «Так закончилось лето…» за романом «Люсі Краун» І. Шоу — Джеф
- 2000 — «Анна Каренина» за романом Льва Толстого; реж. Едуард Митницький — Весловський
- 2000 — «Нехай одразу двох не любить…» за п'єсою «Ой, не ходи, Грицю…» Михайла Старицького; реж. Микола Яремків — Гриць Шандура
- 2001 — «Много шуму в Париже» за Ж. -Б. Мольєром — Ераст
- 2001 — «Брехуны» — Юра
- 2001 — «Кто боится?..» за п'єсою «Хто боїться Вірджинії Вульф?» Едварда Олбі — Нік
- 2003 — «Море… Ночь… Свечи…» — Міша
- 2004 — «Наше містечко» Торнтона Вайлдера — Джордж Гіббс
- 2004 — «Таємниця пристрасті жагучої» за п'єсою «Романтики» Едмона Ростана; реж. Костянтин Добрунов — Персіне
- 2005 — «Ромео и Джульетта» за В. Шекспіром — Тібальт
- 2005 — «Сирано де Бержерак» за п'єсою Едмона Ростана — Крістіан де Невільєт
- 2006 — «26 комнат…» за п'єсою «Леший» Антона Чехова — Михайло Хрущов
- 2010 — «Три сестри» за Антоном Чеховим; реж. Едуард Митницький — Андрій Прозоров
- 2011 — «Гості грядут в полночь» за п'єсою «Прощання Дон Жуана» А. Міллера — Дон Жуан
- 2011 — «Высшее благо на свете…» за п'єсою «Месяц в деревне» І. Тургенєва — Михайло Олександрович Ракітін
- 2016 — «Безприданниця. Версія» за п’єсою «Безприданниця»[ru] Олександра Островського; реж. Тамара Трунова — Сергій Сергійович Паратов[4][5]

## Фільмографія
| Рік  | Фільм                                                       | Роль                                                                                     |
| ---- | ----------------------------------------------------------- | ---------------------------------------------------------------------------------------- |
| 1994 | Вітри (Ветры)                                               |                                                                                          |
| 1999 | Як гартувалася сталь (Как закалялась сталь)                 | Павка Корчагін                                                                           |
| 2002 | Лялька                                                      | Ігор Васін                                                                               |
| 2003 | Дух землі                                                   | Володя                                                                                   |
| 2003 | Овод                                                        | Чезаре Мартіні                                                                           |
| 2004 | Вбий мене! Ну, будь ласка! (Убей меня! Ну, пожалуйста!)     | міліціонер                                                                               |
| 2004 | Небо в горошок (Небо в горошек)                             | Олексій                                                                                  |
| 2005 | Золоті хлопці (Золотые парни)                               | Микола Купріянов, помічник полковника Олександра Івановича Трифонова                     |
| 2005 | Подруга особливого призначення (Подруга особого назначения) | Бражніков, програміст                                                                    |
| 2006 | Янгол з Орлі (Ангел из Орли)                                | Ґі Ґреґуар                                                                               |
| 2006 | Диявол з Орлі (Дьявол из Орли)                              | Ґі Ґреґуар                                                                               |
| 2006 | Криваве коло (Кровавый круг)                                |                                                                                          |
| 2006 | Сестри по крові (Сестры по крови)                           | слідчий                                                                                  |
| 2006 | Дивне Різдво (Странное рождество)                           | Денис                                                                                    |
| 2006 | Таємниця «Святого Патрика» (Тайна «Святого Патрика»)        | Валерій Лосицький                                                                        |
| 2006 | Золоті хлопці-2                                             | Микола Купріянов, помічник полковника Олександра Івановича Трифонова                     |
| 2007 | Жага екстриму (Жажда экстрима)                              | Дмитро                                                                                   |
| 2007 | Повертається чоловік з відрядження                          | Коган                                                                                    |
| 2008 | За все тобі дякую-3                                         | Андрій                                                                                   |
| 2008 | Зачароване кохання                                          | Степан                                                                                   |
| 2008 | Несамотні (Неодинокие)                                      | Альфред                                                                                  |
| 2008 | Загін (Отряд)                                               | Санін                                                                                    |
| 2008 | Служниця трьох панів (Служанка трех господ)                 | Ілля Горянов                                                                             |
| 2009 | Викрадення Богині                                           | Матіаш, офіцер чеської поліції                                                           |
| 2009 | Право на помилування (Право на помилование)                 | слідчий                                                                                  |
| 2009 | Акула                                                       | Борис Корн, помічник Інни                                                                |
| 2009 | При загадкових обставинах                                   | Борис, лікар                                                                             |
| 2009 | Дідька лисого                                               | міліціонер                                                                               |
| 2010 | Платон Ангел                                                | Платон в молодості                                                                       |
| 2010 | Мисливці за караванами                                      | Розумовський, капітан, зам.командіра групи                                               |
| 2010 | Брат за брата                                               | Міхєєв, слідчий прокуратури                                                              |
| 2011 | Бабине літо                                                 | Паша                                                                                     |
| 2011 | Справа була на Кубані                                       | Андрій Незнамський, чоловік Віри                                                         |
| 2011 | Кульбаба                                                    | Ваня, художник                                                                           |
| 2011 | Темні води                                                  | Віктор Михайлович                                                                        |
| 2011 | Лють                                                        | Борис Куніцин, чоловік медсестри Світлани                                                |
| 2011 | Чемпіони з підворіття                                       | Яша («Шут»)                                                                              |
| 2012 | Порох і дріб                                                | Андрій Юхимович Лапкин (Адольф), учитель, керівник молодіжної неонацистської організації |
| 2012 | Лист очікування                                             | Олег Тучков, письменник                                                                  |
| 2012 | Німий                                                       | Серьогін, капітан                                                                        |
| 2012 | Дочка баяніста                                              | Едик                                                                                     |
| 2012 | Брат за брата-2                                             | Міхєєв, слідчий прокуратури                                                              |
| 2013 | Камінний гість                                              | Валентин, адвокат                                                                        |
| 2013 | Хайтарма                                                    | Вовк                                                                                     |
| 2013 | Креденс                                                     | Орест                                                                                    |
| 2013 | Вилікувати страх                                            | молодий Войно                                                                            |
| 2013 | 1943                                                        | Олег                                                                                     |
| 2014 | Самотній за контрактом                                      | Іван                                                                                     |
| 2014 | Злочин у фокусі                                             | Борис Береговий, юрист                                                                   |
| 2014 | Чоловік на годину                                           | Гліб, друг Карини                                                                        |
| 2014 | Коли наступить світанок                                     | Толя Гусєв                                                                               |
| 2014 | Гречанка                                                    | Гоша                                                                                     |
| 2014 | Сашка                                                       | Микола Петрович Карпов, психотерапевт                                                    |
| 2015 | Жучок                                                       | Міша Донін, артист театру                                                                |
| 2015 | Пес                                                         | Олексій Леонідов                                                                         |
| 2015 | Офіцерські дружини                                          | Данилкін                                                                                 |
| 2015 | За законами воєнного часу                                   | Дєргачов                                                                                 |
| 2016 | Гроза над Тихоріччям                                        | Павло Соколов                                                                            |
| 2016 | Століття Якова                                              | Кшиштоф                                                                                  |
| 2016 | Потрійний захист                                            | Новак                                                                                    |
| 2016 | Балерина                                                    | Олег                                                                                     |
| 2019 | Слідчий Горчакова                                           | Помічник прокурора Прилуцький                                                            |
| 2019 | Втікачі                                                     |                                                                                          |
| 2021 | Кришталеві вершини                                          |                                                                                          |
| 2021 | Ігри дітей старшого віку                                    |                                                                                          |
| 2023 | Мирний-21                                                   | Авдєєв                                                                                   |
| 2023 | Перші дні                                                   | командир                                                                                 |
| 2023 | Тут і тепер                                                 | Марек                                                                                    |
| 2024 | Прикордонники                                               | генерал-лейтенант Роман Волинський, ректор академії                                      |
| 2025 | Ключі від правди                                            |                                                                                          |

## Дублювання та озвучення

### Українською
- Дні грому — (багатоголосе закадрове озвучення, Інтер)
- Сім — (багатоголосе закадрове озвучення, Інтер)
- Новачок — (багатоголосе закадрове озвучення, Інтер)
- Рік небезпечного життя — (багатоголосе закадрове озвучення, Інтер)
- Водний світ — (багатоголосе закадрове озвучення, Інтер)
- Вогнище марнославства — (багатоголосе закадрове озвучення, Інтер)
- Випуск 61-го — (багатоголосе закадрове озвучення, Інтер)
- Врятувати рядового Раяна — (багатоголосе закадрове озвучення, Інтер)
- Бунт — всі чоловічі ролі (двоголосе закадрове озвучення, НТН)
- Скільки ти коштуєш? — всі чоловічі ролі (двоголосе закадрове озвучення, НТН)
- Острів — (дубляж, Новий канал)
- Руйнівники міфів — (багатоголосе закадрове озвучення, Новий канал)
- Посейдон — (багатоголосе закадрове озвучення, Новий канал)
- Бумеранг — (багатоголосе закадрове озвучення, Новий канал)
- Метро — (багатоголосе закадрове озвучення, Новий канал)
- Ванільне небо — (багатоголосе закадрове озвучення, Новий канал)
- Голова над водою — (багатоголосе закадрове озвучення, Новий канал)
- Гол 2: Життя як мрія — всі чоловічі ролі (двоголосе закадрове озвучення, Новий канал)
- Термінал — всі чоловічі ролі (двоголосе закадрове озвучення, Новий канал)
- Звичка одружуватись — всі чоловічі ролі (двоголосе закадрове озвучення, Новий канал)
- Діти напрокат — всі чоловічі ролі (двоголосе закадрове озвучення, Новий канал)
- Первісний страх — всі чоловічі ролі (двоголосе закадрове озвучення, Новий канал)
- Крик (2 частини) — всі чоловічі ролі (двоголосе закадрове озвучення, Новий канал)
- І прийшла Поллі — всі чоловічі ролі (двоголосе закадрове озвучення, Новий канал)
- Хай щастить, Чаку! — всі чоловічі ролі (двоголосе закадрове озвучення, Новий канал)
- Як малі діти — всі чоловічі ролі (двоголосе закадрове озвучення, Новий канал)
- Досягни успіху — всі чоловічі ролі (двоголосе закадрове озвучення, Новий канал)
- Полі: Історія папуги! — всі чоловічі ролі (двоголосе закадрове озвучення, Новий канал)
- Той, що худне — всі чоловічі ролі (двоголосе закадрове озвучення, Новий канал)
- Ренегат — (дубляж, ICTV)
- Вавилон-5 — (дубляж, ICTV)
- Даллас — (дубляж, ICTV)
- Патруль — (дубляж, ICTV)
- 3х4. Найкумедніше домашнє відео — всі чоловічі ролі (озвучення, ICTV)
- Фантомас (3 частини) — Фандор, Фантомас (дубляж, СТБ)
- Укол парасолькою — (дубляж, СТБ)
- Брудні танці 2 — (багатоголосе закадрове озвучення, СТБ)
- Завжди кажи «Так» — Карл Аллен (дубляж, Cinetype)
- Похмілля у Вегасі — (дубляж, Cinetype)
- Спіді-гонщик — (дубляж, Cinetype)
- Секс і місто (2 частини) — (дубляж, Cinetype)
- Ночі в Роданте — (дубляж, Cinetype)
- Золото дурнів — (дубляж, Cinetype)
- 10 000 років до н. е. — (дубляж, Cinetype)
- Привиди колишніх подружок — (дубляж, Cinetype)
- Життя, як воно є — (дубляж, Cinetype)
- Братик Ведмедик — Сітка (дубляж, Невафільм Україна)
- Суперсімейка — Гілберт Хавк (дубляж, Невафільм Україна)
- Тримай хвилю! — (дубляж, Невафільм Україна)
- Первобутній — (дубляж, Невафільм Україна)
- Міцний горішок 4 — (дубляж, Невафільм Україна)
- Людина-павук: Ворог у тіні — (дубляж, Невафільм Україна)
- Точка обстрілу — (дубляж, Невафільм Україна)
- Сезон полювання 2 — (дубляж, Невафільм Україна)
- Ніч у музеї 2 — (дубляж, Невафільм Україна)
- Макс Пейн — (старий дубляж, Невафільм Україна)
- Джеймс Бонд (збірка фільмів) — (дубляж, Невафільм Україна\Le Doyen)
- Кіт у чоботях (2 частини) — Кіт у чоботях (дубляж, Le Doyen)
- Вартові легенд — Кроля (дубляж, Le Doyen)
- Оз: Великий та могутній — Оз (дубляж, Le Doyen)
- У темному-темному лісі — Вовк (дубляж, Le Doyen)
- Казки на ніч — Кендел (дубляж, Le Doyen)
- Місія нездійсненна (4—5 частини) — (дубляж, Le Doyen)
- Американський пиріг: Знову разом — (дубляж, Le Doyen)
- Білосніжка та мисливець — (дубляж, Le Doyen)
- Люблю тебе, чувак — (дубляж, Le Doyen)
- Відьмина гора — (дубляж, Le Doyen)
- Турист — (дубляж, Le Doyen)
- Нічка жахів — (дубляж, Le Doyen)
- Робін Гуд — (дубляж, Le Doyen)
- Одного разу в Римі — (дубляж, Le Doyen)
- Нещадний — (дубляж, Le Doyen)
- Мумія — (дубляж, Le Doyen)
- Хранителі — (дубляж, Le Doyen)
- Їсти, молитися, кохати — (дубляж, Le Doyen)
- Грім у тропіках — (дубляж, Le Doyen)
- Контрабанда — (дубляж, Le Doyen)
- Елізіум — (дубляж, Le Doyen)
- Темна вежа — (дубляж, Le Doyen)
- Грошова пастка — (дубляж, Le Doyen)
- Люди в чорному 3 — (дубляж, Le Doyen)
- Безславні виродки — (дубляж, Le Doyen)
- Джек Річер (2 частини) — (дубляж, Le Doyen)
- Два стволи — (дубляж, Le Doyen)
- Милі кості — (дубляж, Le Doyen)
- Реальна сталь — (дубляж, Le Doyen)
- Мачо і ботан — (дубляж, Le Doyen)
- Джек і Джилл — (дубляж, Le Doyen)
- Надто крута для тебе — (дубляж, Le Doyen)
- Людина-вовк — (дубляж, Le Doyen)
- Копи на підхваті — (дубляж, Le Doyen)
- Вище неба — (дубляж, Le Doyen)
- Джонні Д. — (дубляж, Le Doyen)
- Стів Джобс — (дубляж, Le Doyen)
- Проти шторму — (дубляж, Le Doyen)
- Куди поділися Моргани? — (дубляж, Le Doyen)
- Джанго вільний — (дубляж, Le Doyen)
- Різдвяна історія — (дубляж, Le Doyen)
- Зелений шершень — (дубляж, Le Doyen)
- Більше ніж секс — (дубляж, Le Doyen)
- Анонім — (дубляж, Le Doyen)
- Чудова сімка — (дубляж, Le Doyen)
- Робот Чаппі — (дубляж, Le Doyen)
- Хмарний атлас — (дубляж, Le Doyen)
- Пірати! Банда невдах — (дубляж, Le Doyen)
- Земля майбутнього: Світ за межами — (дубляж, Le Doyen)
- Губка Боб: Життя на суші — Масна борода (дубляж, Le Doyen)
- Прибулець Павло — Агент Зойл (дубляж, Le Doyen)
- Гра на пониження — Майкл Беррі (дубляж, Le Doyen)
- Тор: Рагнарок — Доктор Стрендж (дубляж, Le Doyen)
- Самотній рейнджер — Тонто (дубляж, Le Doyen)
- Агенти Щ. И. Т. — (дубляж, Le Doyen)
- Хочу як ти — (дубляж, Le Doyen)
- Це кінець — (дубляж, Le Doyen)
- Третій зайвий 2 — (дубляж, Le Doyen)
- П'ятдесят відтінків темряви — (дубляж, Le Doyen)
- Неймовірний Халк — (старий дубляж, Le Doyen)
- Фантастична четвірка 2 — Рід (дубляж, Central Production International Group)
- Секретні матеріали: Хочу вірити — Малдер (дубляж, Постмодерн\Central Production International Group)
- Лицар дня — Рой Міллер (дубляж, Постмодерн\Central Production International Group)
- Шрек (3—4 частини) — Кіт у чоботях (дубляж, Постмодерн)
- Налякані до шрекавки — Кіт у чоботях (дубляж, Постмодерн)
- Панда Кунг-Фу (2 частини) — Мавпа (дубляж, Постмодерн)
- Месники — Агент Філ Колсон (дубляж, Постмодерн)
- Хоббіт (2—3 частини) — Бард (дубляж, Постмодерн)
- Як відбити наречену — (дубляж, Постмодерн)
- Гравітація — (дубляж, Постмодерн)
- Стажери — (дубляж, Постмодерн)
- На межі майбутнього — (дубляж, Постмодерн)
- Інтерстеллар — (дубляж, Постмодерн)
- Загін самогубців — (дубляж, Постмодерн)
- Невідомий — (дубляж, Постмодерн)
- Скажені перегони — (дубляж, Постмодерн)
- Lego Фільм: Бетмен — (дубляж, Постмодерн)
- Король Артур: Легенда меча — (дубляж, Постмодерн)
- Рок на віки — (дубляж, Постмодерн)
- Похмурі тіні — (дубляж, Постмодерн)
- Тор — (дубляж, Постмодерн)
- Легенда про Тарзана — (дубляж, Постмодерн)
- Мисливці за скарбами — (дубляж, Постмодерн)
- Люди Ікс: Перший клас — (дубляж, Постмодерн)
- Монстри проти прибульців — (дубляж, Постмодерн)
- Зоряні війни: Епізод I — (дубляж, Постмодерн)
- Зоряний пил — (дубляж, Постмодерн)
- Нестерпні боси 2 — (дубляж, Постмодерн)
- Залізна людина (2 частини) — (дубляж, Постмодерн)
- Операція «Валькірія» — (старий дубляж, Постмодерн)
- Єлизавета: Золотий вік — (дубляж, AdiozProduction Studio)
- Монстро — (дубляж, AdiozProduction Studio)
- Перевізник 3 — (старий дубляж, AdiozProduction Studio)
- Особиста справа — читає закадровий текст (озвучення, Гармата-фільм)
- Плетена людина — (дубляж, Студія Пілот)
- Розкішне життя — диктор (озвучення, Студія Пілот на замовлення 1+1)
- Ескадрилья «Лафайєт» — (дубляж, Студія Пілот на замовлення телеканалу Інтер)
- Погані хлопці 2 — (дубляж, Студія Пілот\Так Треба Продакшн на замовлення телеканалу Інтер)
- Голлівудські копи — (старий дубляж, Студія Пілот\Так Треба Продакшн на замовлення телеканалу Інтер)
- Збройний барон — всі чоловічі ролі (двоголосе закадрове озвучення, Студія ТВ+ на замовлення ICTV)
- Голодні ігри — (дубляж, ТО ДіАр)
- Початковий код — (дубляж, ТО ДіАр на замовлення Інтер-фільм)
- П'ята влада — (дубляж, ТО ДіАр на замовлення Інтер-фільм)
- Ворон — (багатоголосе закадрове озвучення, ТО ДіАр на замовлення TOPFilm Distribution)
- Замерзлі — (багатоголосе закадрове озвучення, ТО ДіАр на замовлення TOPFilm Distribution)
- Санктум — (багатоголосе закадрове озвучення, ТО ДіАр на замовлення TOPFilm Distribution)
- Молода Вікторія — (багатоголосе закадрове озвучення, ТО ДіАр на замовлення TOPFilm Distribution)
- Нянька за викликом — (багатоголосе закадрове озвучення, ТО ДіАр на замовлення TOPFilm Distribution)
- 22 кулі: Безсмертний — (багатоголосе закадрове озвучення, ТО ДіАр на замовлення TOPFilm Distribution)
- Сафо — Філ Лоувелл (дубляж, Tretyakoff Production)
- Мадагаскар (3 частини) — (багатоголосе закадрове озвучення, Новий канал\дубляж, Постмодерн)
- Гаррі Поттер (збірка фільмів) — (дубляж і багатоголосе закадрове озвучення, AdiozProduction Studio\Cinetype\Постмодерн\Новий канал)
- Американський гангстер — (кінотеатральний дубляж)
- Ще одна з роду Болейн — (кінотеатральний дубляж)
- Кохання поза правилами — (кінотеатральний дубляж)
- Більше, між друг — (багатоголосе закадрове озвучення)
- Напролом — (багатоголосе закадрове озвучення)
- Коматозники — всі чоловічі ролі (двоголосе закадрове озвучення)
- Історія з намистом — всі чоловічі ролі (двоголосе закадрове озвучення)
- Програми ТРК «Глас» — (озвучення)

### Російською
- Балто — (російське багатоголосе закадрове озвучення, Інтер)
- Кучерява Сью — (російське багатоголосе закадрове озвучення, Інтер-фільм)
- 13 привидів — (російське багатоголосе закадрове озвучення, Інтер-фільм)
- Кохання нічого не варте — (російське багатоголосе закадрове озвучення, Інтер-фільм)
- Поліцейська академія — (російське багатоголосе закадрове озвучення, Інтер-фільм)
- Спецзагін «Кобра 11» — всі чоловічі ролі (російське двоголосе закадрове озвучення, Студія Пілот на замовлення Нового каналу)
- Дрейк та Джош (4 сезон) — (російський дубляж, ТО ДіАр на замовлення Nickelodeon/SDI Media)
- Тру Джексон — (російський дубляж, ТО ДіАр на замовлення Nickelodeon/SDI Media)
- Законослухняний громадянин — Брей (російський дубляж, ТО ДіАр на замовлення TOPFilm Distribution)
- Зоряні війни: Шлях крізь всесвіт — (російський дубляж, ТО ДіАр на замовлення TOPFilm Distribution)
- 22 кулі: Безсмертний — (російський дубляж, ТО ДіАр на замовлення TOPFilm Distribution)
- Молода Вікторія — (російський дубляж, ТО ДіАр на замовлення TOPFilm Distribution)
- Нянька за викликом — (російський дубляж, ТО ДіАр на замовлення TOPFilm Distribution)
- Нью-Йорку, я люблю тебе — (російський дубляж, ТО ДіАр на замовлення TOPFilm Distribution)
- Санктум — (російський дубляж, ТО ДіАр на замовлення TOPFilm Distribution)
- Замерзлі — (російський дубляж, ТО ДіАр на замовлення TOPFilm Distribution)
- Ворон — (російський дубляж, ТО ДіАр на замовлення TOPFilm Distribution)
- Поля — (російський дубляж, ТО ДіАр на замовлення TOPFilm Distribution)
- Астрал — (російський дубляж, ТО ДіАр на замовлення TOPFilm Distribution)
- Невловимий Люк — (російський дубляж, ТО ДіАр на замовлення TOPFilm Distribution)
- Братва з джунглів — (російський дубляж, ТО ДіАр на замовлення TOPFilm Distribution)
- Я теж тебе кохаю — (російський дубляж, ТО ДіАр на замовлення TOPFilm Distribution)
- Збірка промінців надії — (російський дубляж, ТО ДіАр на замовлення TOPFilm Distribution)
- Кохання та інші обставини — (російський дубляж, ТО ДіАр на замовлення TOPFilm Distribution)
- Загін особливого призначення — (російський дубляж, ТО ДіАр на замовлення TOPFilm Distribution)
- Зникнення на 7-й вулиці — (російський дубляж, ТО ДіАр на замовлення TOPFilm Distribution)
- Я не знаю, як вона робить це — (російський дубляж, ТО ДіАр на замовлення TOPFilm Distribution)
- Санта на продаж — (російський дубляж, ТО ДіАр на замовлення TOPFilm Distribution)
- Таємниця Мунакра — (російський дубляж, ТО ДіАр на замовлення TOPFilm Distribution)
- Кілер Джо — (російський дубляж, ТО ДіАр на замовлення TOPFilm Distribution)
- СуперМайк — (російський дубляж, ТО ДіАр на замовлення TOPFilm Distribution)
- Межа ризику — (російський дубляж, ТО ДіАр на замовлення TOPFilm Distribution)
- Кімната смерті — (російський дубляж, ТО ДіАр на замовлення TOPFilm Distribution)
- Головне — не боятися! — (російський дубляж, ТО ДіАр на замовлення TOPFilm Distribution)
- Коріолан — (російський дубляж, ТО ДіАр на замовлення TOPFilm Distribution)
- Чорний дрізд — (російський дубляж, ТО ДіАр на замовлення TOPFilm Distribution)
- Провокатор — (російське багатоголосе закадрове озвучення, ТО ДіАр на замовлення TOPFilm Distribution)
- Афера по-американськи — (російський дубляж, TOPFilm Distribution)
- Спершу кохання, потім весілля — (російський дубляж, TOPFilm Distribution)
- Побічна дія — (російський дубляж, TOPFilm Distribution)
- Бомж — Ілля (російське озвучення, Film.UA\Production.UA)
- Осінні квіти — оповідач (російське озвучення, Star Media)
- Сафо — Філ Лоувелл (російський дубляж, Tretyakoff Production)
- Казкар — оповідач (російське озвучення, GE Fabbri)
- Програми ТРК «Глас» — (російське озвучення)

### Озвучення реклами
Українською
- «Черепашки-ніндзя: Бойова четвірка»
- «Ренесанс Кредит»
- «Snaige»
- «Чумак»
- «Rex»
- «Batik»
- «Мрія»
- «Shake»
- «Растишка»
- «Friskies»
- «President»
- «Простоквашино»
- «Садочок»
- «Ламізил»
- «Samsung»
- «OLX»
- «Viasat»
- «Sim-Sim»
- «Київстар»
- «Beeline»

Російською
- «Трансформери: Прайм»
- «Алка-Зельтцер»